# MV Agusta 50 Liberty

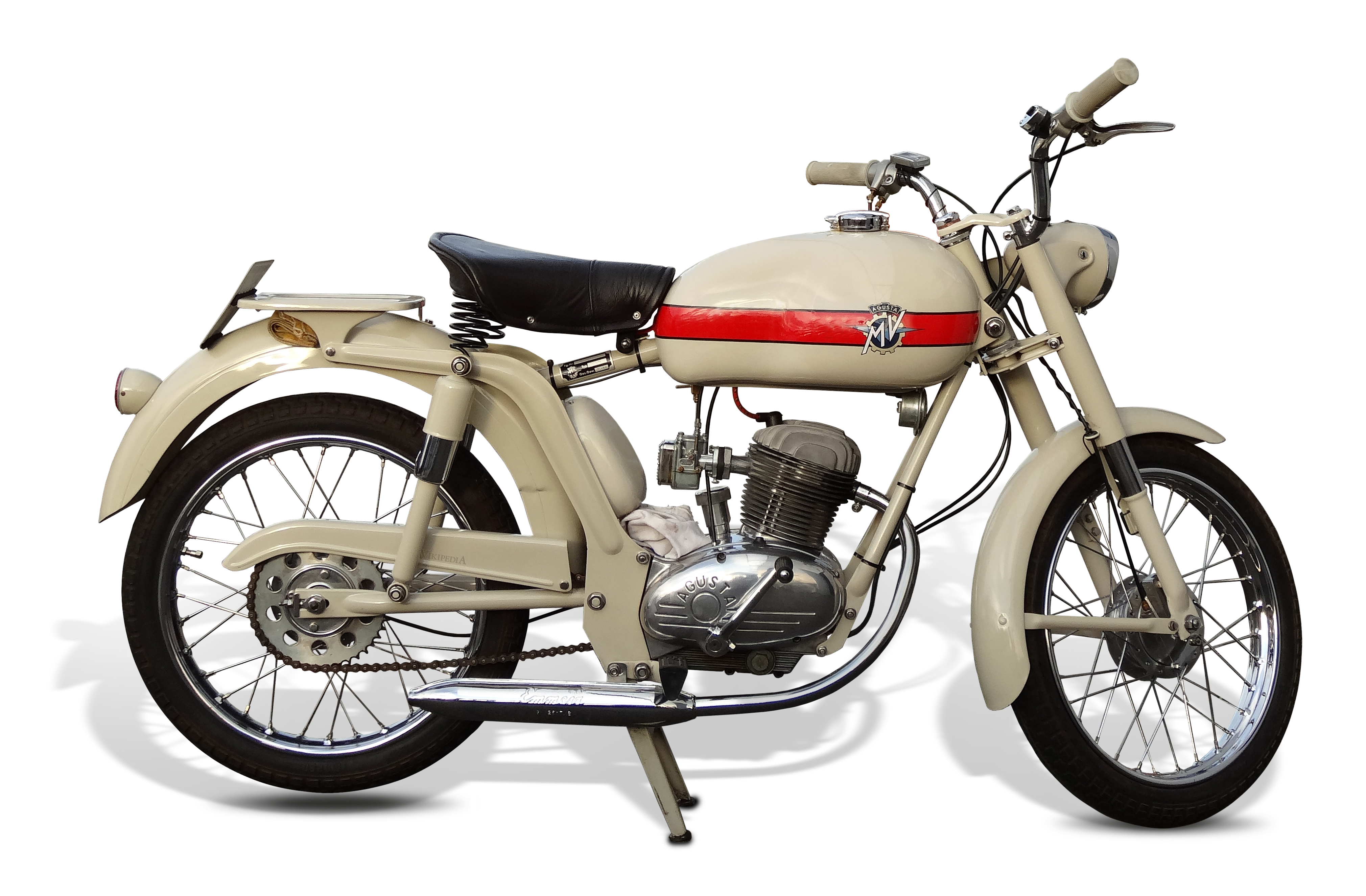
Eine MV Agusta 50 Liberty Turismo T (1962)

Die MV Agusta 50 Liberty war ein Kleinkraftrad des italienischen Fahrzeugbauers MV Agusta, das von 1962 bis 1969 im damaligen Werk in Samarate produziert wurde.

## Hintergrund
Nach dem Auslaufen der Produktion der MV Ciclomotore 50 (Moped 50), die mit Tretkurbeln (wie die heutigen Mofas) gestartet wurde, entschloss sich MV Agusta 1962 aufgrund der damaligen Gesetzeslage zum Bau der Liberty 50: Die neue Straßenverkehrsordnung Nuovo codice della strada verlangte für Kleinstkrafträder keine Tretkurbeln mehr, und gleichzeitig waren diese „Motorinos“ mit einem Hubraum von weniger als 50 cm³ und einer Höchstgeschwindigkeit von 40 km/h die einzigen Kraftfahrzeuge zur individuellen Fortbewegung, die von Personen ohne Führerschein gefahren werden durften.
Vor diesem Hintergrund gab MV die bis dahin fahrradartige Optik dieser Zweitaktmopeds auf und bot der überwiegend jungen Käuferzielgruppe mit der Liberty 50 mit ihrem Viertaktmotor quasi „ein vollwertiges Motorrad im Miniformat“.

## Das Motorrad

### Allgemein
In der ersten Ausführung hatte die Liberty ein Dreiganggetriebe mit Drehgriffschaltung am Lenker, danach eine Viergang-Fußschaltung. Auch die anfänglichen 16-Zoll-Räder wichen später der Größe 18″. Es gab die üblichen Varianten Turismo, Sport und Super Sport. 1964 kam ein Modell mit einem auf 70 cm³ erweiterten Hubraum auf den Markt, das aber in die Kategorie Motorrad fiel und deswegen zulassungspflichtig war und ein Nummernschild benötigte. Diese Motorinos kosteten in Italien je nach Ausführung zwischen 112.000 und 114.000 Lire (ca. 720 bis 735 DM).
Die Liberty-Modelle hatten in der in Italien gesetzlich erlaubten Version eine Höchstgeschwindigkeit von 40 km/h, die bei den Auslandsversionen auf 60 km/h gesteigert wurde. Anfangs hieß es in der Werbung, die Liberty verbrauche 1 Liter Benzin pro 100 km, was aber bald auf realistischere 1,5 Liter pro 100 km korrigiert wurde.
Die Liberty Sport blieb bis 1968 auf dem Markt und die Produktion betrug knapp 3300 gebaute Einheiten. Von der Liberty Tourismo wurden 5292 Einheiten gebaut.

### Modellübersicht

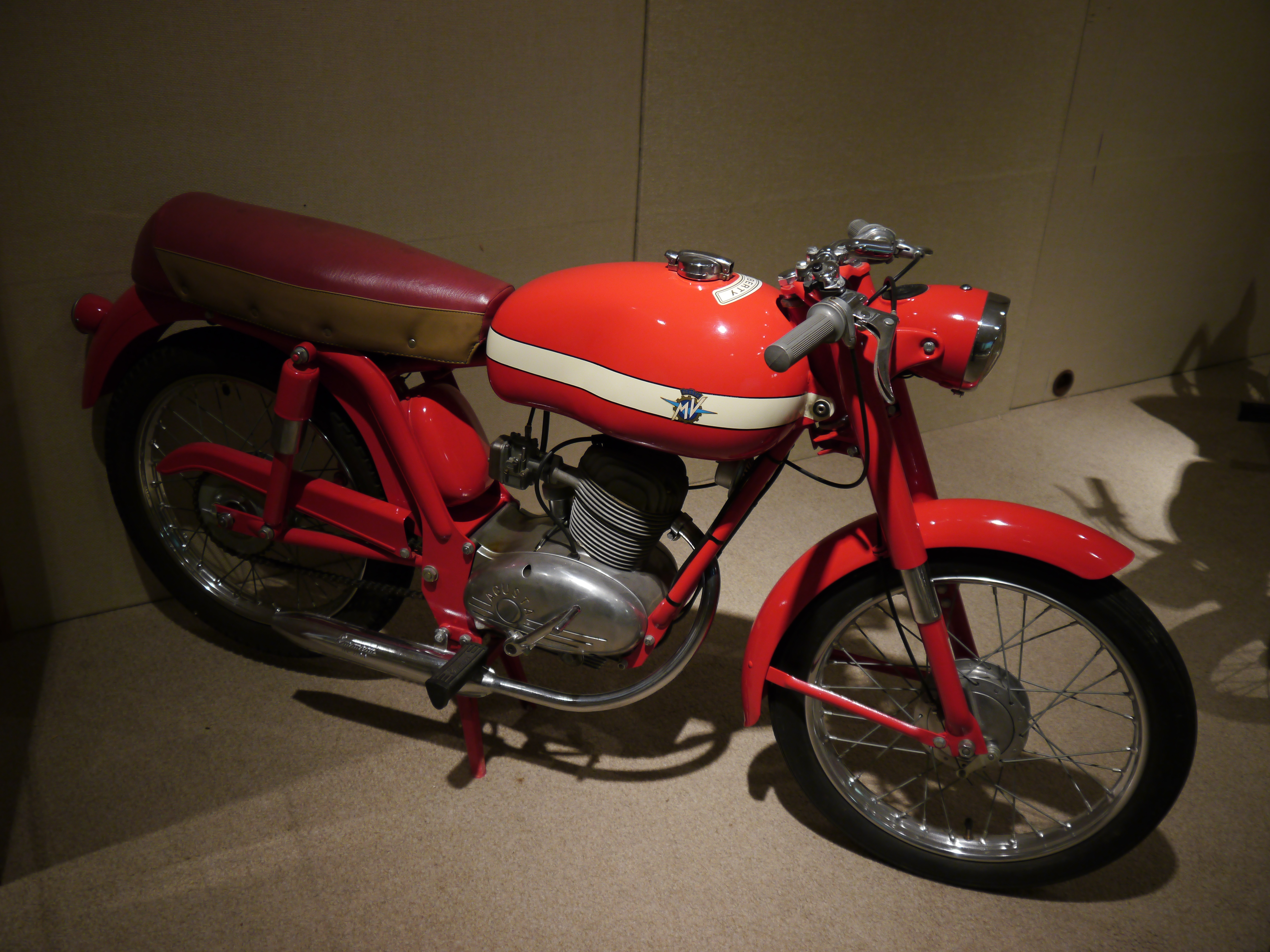
Eine MV Agusta Liberty Sport (1961)

- Turismo das erste Modell bei der Vorstellung im November 1961 mit 16″-Rädern
- Sport Junior ebenfalls November 1961 mit 16″-Rädern
- Turismo T kam 1962 auf den Markt
- Sport S spätere Variante mit 18″-Rädern
- Liberty 70 1964 auf der Mailänder Mustermesse vorgestellt, aber nur ein mäßiger Erfolg
- Super Sport ab November 1965 mit neuem Styling: ungekapselte (offene) Federn an der Teleskopgabel und Belüftungsattrappen an der vorderen Bremse
- America ebenfalls November 1965 mit neuem, kantigerem Tank, hochgezogenem Lenker und zusätzlichen Chromteilen (z. B. Sturzbügel)
- Sport S auch mit Fußschaltung (links)

Quelle:

## Technische Daten
Anmerkung: bei abweichenden Informationen im Internet wurden die Daten aus der vorliegenden Literatur eingesetzt.
| MV Agusta Liberty 50 (Variante 1962–1967) | MV Agusta Liberty 50 (Variante 1962–1967) |
| Motor                                     | Motor                                     |
| ----------------------------------------- | ----------------------------------------- |
| Bauart                                    | 1-Zylinder-Viertaktmotor; luftgekühlt     |
| Hubraum                                   | 47,7 cm³                                  |
| Bohrung und Hub                           | 39 × 40 mm                                |
| Verdichtung                               | 7,5 : 1                                   |
| Vergaser                                  | Dell’Orto SH 14/9/2                       |
| Antrieb                                   |                                           |
| Kupplung                                  | Ölbadlamellenkupplung                     |
| Getriebe                                  | angeblockt, 3 Gänge, später 4 Gänge       |
| Antrieb primär/sekundär                   | Zahnräder/Kette                           |
| Elektrik                                  |                                           |
| Zündung                                   | Schwungradmagnetzündung                   |
| Spannung                                  | k. A.                                     |
| Lichtmaschine                             | k. A.                                     |
| Leistung                                  |                                           |
| Leistung                                  | 1,5 PS (1,1 kW) bei 4500/min              |
| Höchstgeschwindigkeit                     | 40 km/h                                   |
| Rahmen und Maße                           |                                           |
| Rahmen                                    | offene Schleife                           |
| Radstand                                  | 1100 mm                                   |
| Länge                                     | k. A.                                     |
| Breite                                    | k. A.                                     |
| Tankinhalt                                | 9 Liter                                   |
| Gewicht                                   | 58,5 kg (trocken)                         |
| Federung, Reifen und Bremsen              |                                           |
| Radaufhängung vorne                       | Teleskopgabel                             |
| Radaufhängung hinten                      | Schwinge, Schraubenfeder                  |
| Räder (vorn/hinten)                       | Stahlspeichen 1,75 × 18″ oder 1,75 × 16″  |
| Reifen (vorn/hinten)                      | 2,00 × 18″ oder 2,00 × 16″                |
| Bremsen (vorn/hinten)                     | Trommel 104 mm                            |

Quelle: